# Notre-Dame-de-l'Isle
Notre-Dame-de-l'Isle é uma comuna francesa na região administrativa da Normandia, no departamento de Eure. Estende-se por uma área de 11,92 km². Em 2010 a comuna tinha 687 habitantes (densidade: 57,6 hab./km²).